# Flora of the Northwest Coast
Flora of the Northwest Coast (abreviado Fl. N.W. Coast) es un libro con ilustraciones y descripciones botánicas que fue escrito conjuntamente por; Charles Vancouver Piper & Rolla Kent Beattie y publicado en Lancaster en el año 1915 con el nombre de Flora of the Northwest Coast Including the Areas West of the Cascade Mountains Forty-ninth Parallel South to the Calapooia Mountains on the South Border of Lane County, Oregon.